# Tomáš Míka
Tomáš Míka (* 1. prosince 1959 Praha) je český překladatel z angličtiny, publicista, hudebník, textař, spisovatel, básník a pedagog.

## Činnost
Na Filosofické fakultě Univerzity Karlovy vystudoval češtinu a angličtinu. Od roku 1987 vyučoval na různých školách, mimo jiné do roku 1991 vyučoval i na katedře překladatelství FF UK. Poté pracoval v soukromém sektoru. V roce 2002 působil jakožto vyučující na University of Texas v Austinu v USA.
Od poloviny 80. let 20. století pracuje jako literární překladatel pro nakladatelství Albatros a Odeon, od 90. let pro nakladatelství Argo.
Kromě toho hrál na saxofon v několika hudebních skupinách, kde působil také jako příležitostný textař.

## Knihy

### Poezie
- 2003 Nucený výsek - básnická prvotina, ISBN 80-7203-536-3
- 2007 Deník rychlého člověka, ISBN 978-80-7203-908-1
- 2016 Textové zprávy, ISBN 978-80-87683-64-4

### Próza
- 2005 Und - soubor povídek

## Zastoupení v antologiích
- Antologie nové české literatury 1995 - 2004 (Fra, 2004)
- Antologie českého rozhlasového fejetonu 2002-2004, Concordia, Praha 2004
- Antologie české erotické literatury Jezdec na delfíně, 1990-2005, Concordia, Praha 2005
- Antologie erotických povídek Divoká jízda, Knižní klub, Praha 2006

## Zajímavost
- 2004 první místo v pražském kole Slam Poetry organizované nakladatelstvím Petrov